# Uilenburger Synagoge
De Uilenburger Synagoge of Uilenburgersjoel is een synagoge aan de Nieuwe Uilenburgerstraat op het eiland Uilenburg in de voormalige Amsterdamse Jodenbuurt. De synagoge werd in Lodewijk XV-stijl gebouwd in 1766 voor de Asjkenazische Joden.
De progressieve joodse gemeente Beit Ha'Chidush komt er sinds 1997 enkele keren per maand samen. Daarnaast vinden er muziekuitvoeringen en andere bijeenkomsten plaats.

## Gebouw
Het gebouw werd neergezet op een rechthoekige plattegrond tussen de Uilenburgerstraat en Uilenburgergracht in de slagschaduw van een molen ten behoeve van "Brouwerij Van der Waereld". Het was eeuwenlang alleen bereikbaar via gangen (stegen naar achterliggende gebouwen). Het gebouw werd achter de rij woningen meer aan het water dan aan de straat gebouwd zoals te zien is op de kaart van Gerrit de Broen uit eind 18e eeuw. Het gebouw overleefde een grootscheepse sanering in deze Jodenbuurt, die liep in de jaren tien, twintig en dertig van de 20e eeuw, waarbij de verkrotte wijk werd vernieuwd. De Uilenburgerstraat werd samengetrokken met de Batavierstraat en kreeg de naam Nieuwe Uilenburgerstraat. Een zwarte periode volgde in de Tweede Wereldoorlog waarbij de bijbehorende Joodse gemeenschap grotendeels tijdens de Holocaust werd omgebracht en de synagoge zelf geplunderd werd. De synagoge ligt op een afgeschermd binnenterrein heeft in de voorgevel een risaliet en een klokgevel. Het gebouw is sinds 13 oktober 1970 beschermd als rijksmonument en is in 1996 en 2015 gerestaureerd. De Stichting Uilenburgersjoel heeft het gebouw en de grond sinds 2013 in erfpacht van de Gemeente Amsterdam.   

## Terreinafscheiding

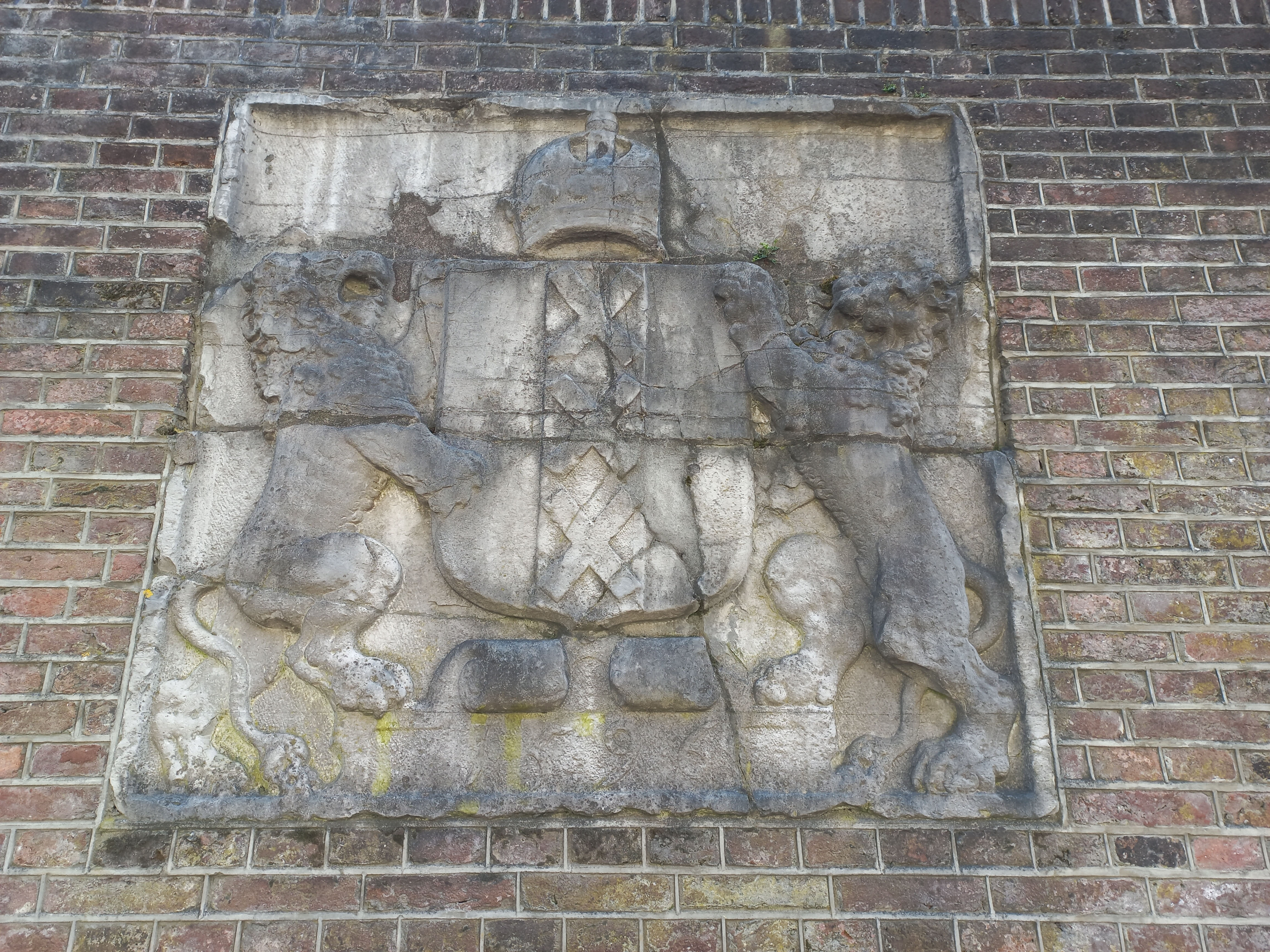
Brug/sluissteen (april 2023)

Het terrein rondom de synagoge was jarenlang de opslagplaats van de Monumentenwerf van de gemeente Amsterdam. Uit die periode stamt dan ook de plaatsing van een brug- en/of sluissteen in de terreinafscheiding. Het tableau met het Wapen van Amsterdam werd in 1957 gezet en kwam uit de "Oude Haarlemmersluis". Zeker ook uit die tijd is de Gedenksteen restauratieatelier Uilenburg, daterend uit 1974; het jaar dat het atelier werd opgeheven.     